# Pillerton Priors
Pillerton Priors, connu également sous le nom Over Pillerton est un village et une paroisse civile du Warwickshire, en Angleterre.